# آنتون آنسلد
آنتون آنسلد (انگلیسی: Anton Unseld; ۴ ژوئیهٔ ۱۸۹۴ – ۴ دسامبر ۱۹۳۲) بازیکن فوتبال اهل آلمان بود.

## یادکرد ویکی‌پدیا
- مشارکت‌کنندگان ویکی‌پدیا. «Anton Unseld». در دانشنامهٔ ویکی‌پدیای انگلیسی، بازبینی‌شده در ۲۸ مارس ۲۰۲۲.